# 大脑的百分之十神话
大脑的百分之十迷思是一则流传甚广的都市傳說，其内容为大多数或所有人只使用了大脑的3%、10%或其他小百分比。它曾被错误地解释人类智慧（包括解释爱因斯坦的智慧），并指出一个人可利用剩余的大脑潜力以提高智慧。

## 错误分析
神经学家Barry Gordon曾经这样解释这个流言的错误性：“事实上我们几乎会使用大脑的每个部分，而且[大部分]大脑是一直保持活跃状态的。”另一个神经学家巴里·巴耶尔斯坦列举了7条推翻这个谣言的证据：
1. 对大脑损伤的研究：如果百分之九十的大脑一般是没被使用的，那么对没被使用的大脑区域造成的损伤应该不会影响大脑运作。然而大脑几乎没有可以被损伤同时又不会失去功能的区域。即使是对很小一部分大脑进行很微小的损伤，都会对大脑引起巨大的影响。
2. 对大脑的科学扫描显示无论一个人在干什么，大脑几乎总是活跃的。一些大脑的区域在某些时刻比其他区域要活跃，但除了某些受到损伤的大脑区域，没有任何一部分大脑是一点功能都没有的。
3. 大脑在氧气和营养上的消耗相对于身体其他部位来说是巨大的。尽管大脑只占了人体总重量的2%，却要消耗高达20%的身体能量。[3][4]如果90%的大脑是不需要的，拥有一个体积更小效率更高的大脑会是一个重要的生存优势。那么人类在进化过程中，自然选择会去除消耗大量能量而90%却没用的低效的大脑。而拥有很大质量的大脑也不会进化成人体最重要的部位。
4. 大脑成像：一些像正电子发射断层扫描（PET）和功能性磁共振成像（fMRI）的技术可以让人们监测大脑的活动。它们证明了就算是在睡觉，大脑也展示了一些程度的活跃度。只有一些受到严重损害的大脑区域才会一直保持“沉默”。
5. 大脑功能的区域化：相对于一块整体运作的机器，大脑拥有不同的区域来进行不同的信息处理。数十年的研究都被用在区分不同区域有什么不同功能上，而一直没有找到过一块没有任何功能的大脑区域。
6. 微结构分析：在单细胞电位记录的技术应用中，研究人员把一块极小的电位放入单个脑细胞裡来监测脑细胞的活动情况。如果有90%的脑细胞是没用的，这项技术会发现的。
7. 神经系统疾病：没被利用的脑细胞会有衰退的趋势，因此90%的脑细胞没有使用过的话，大脑会出现大面积衰退。

另一种观点认为历史上大脑体积（头骨大小）过大的婴儿死亡率非常高，人类在进化时不会为了一个只用了10%的大脑冒这么大的出生死亡率的风险。
这个神話也在2010年10月27日第151期流言终结者里被证明是错的。主持人利用脑磁图和核磁共振成像技术来检测一个尝试复杂的心理任务，最后发现超过10%但少于20%的大脑被高度活化。

## 人腦使用率接近100%
- 一些研究顯示，人類腦部的開發使用率，已經接近100%。[5][6][7][8][9][10]

## 關連項目
- 教育心理学
- 松果体
- 資訊過載
- 認知負荷
- 偽科學